# Deerfield (Nueva York)
Deerfield es un municipio del condado de Oneida, estado de Nueva York, Estados Unidos. Tiene una población estimada, a mediados de 2023, de 3913 habitantes.

## Geografía
El municipio está ubicado en las coordenadas 43°11′06″N 75°09′04″O / 43.18500, -75.15111 (43.185088, -75.151134).

## Demografía
Según la estimación 2018-2022 de la Oficina del Censo, los ingresos medios de los hogares son de $94,977 y los ingresos medios de las familias son de $103,182. Alrededor del 4.5% de la población está por debajo de la línea de pobreza.